# حمام دمت

## حمام دمت
تقع مدينة دمت في الجهة الشمالية لعاصمة المحافظة الضالع بمسافة(65)كم كما تقع إلى الجهة الجنوبية للعاصمة صنعاء بحوالي (170)كم....
ويبلغ عدد سكانها حوالي (80)ألف نسمه وتعد دمت من أهم المنتجعات الطبيعية نظراً لوفرة ميائها الكبريتية الحارة التي تنبع بشكل طبيعي من عمق حوضها المائي دون حاجة لآلة ضخ حديثة مما أدى إلى انتشار حماماتها الطبيعية بكل أنواعها وأشكالها المختلفة على كل أرجاء المدينة التي لا تزيد مساحتها عن (1،5)كيلو متر مربع.

### حمام دمت
سميت دمت نسبة لحمام دمت لكثرة حماماتها الطبيعية والصحية حيث يصل عدد حماماتها الطبيعية إلى ثمانية:
1. حمام الأسدي :الذي يقع في قلب المدينة ويتميز عن بقية الحمامات بسخونة المياه بدرجة ملحوظة ويتمتع بمواصفات سياحية تلبي طلب السياح القادمين إلى المدينة وأهم الخدمات التي يوفرها منتجع الأسدي :

```
حمامات مسقوفة متباعدة رجالية ونسائية | مسبح عام | خدمات فندقية متميزة | حمامات طبيعية في كل جناح.
```

1. حمام الدردوش : ويقع على حافة السائلة المحيطة بالمدينة.
2. حمام الحسن : يقع في داخل المدينة.
3. حمام الديوان :
4. حمام عاطف.
5. حمام الحساسية : وذلك لاثباتات التجارب لقدرته الهائلة لعلاج الأمراض الجلدية.
6. حمامات البربة العليا والسفلى.
7. منتجع العودي السياحي : يقع في المدخل الشمالي للمدينة حيث يتمتع بخدمات سياحية وفندقية تلبي احتياجات السياح .
8. الحرضة الكبرى : وتتدفق منها سبع عيون.

### امتيازات حمامات دمت الطبيعية
1. تمتاز حمامات دمت بدرجة حرارتة العالية إضافة إلى وجود معدن الكبريت المختلط به بنسبة كبيرة إضافة إلى وجود غازات طبيعية متغلغلة في عمق الحوض المائي لدمت مما يؤدي إلى قذف المياة بشكل طبيعي.
2. تحتوي مياه دمة الكبريتية على نوع من الكالسيوم والبيكربونات،الكلوريد كما يحتوي كل لتر ماء على (2)جم و(900)ملجم من ثاني أوكسيد الكربون الحار في المتر الواحد إضافة إلى مواد معدنية والنادرة حيث أكدت الدراسات على فائدتها الصحية لعلاج الجهاز الهضمي، الجهاز التنفسي،أمراض المسالك البولية،أمراض المفاصل، الدورة الدموية، الجهز العصبي، أمراض جلدية.